# Supercoupe de Slovaquie de football
 (août 2024).
Si vous disposez d'ouvrages ou d'articles de référence ou si vous connaissez des sites web de qualité traitant du thème abordé ici, merci de compléter l'article en donnant les références utiles à sa vérifiabilité et en les liant à la section « Notes et références ».
La Supercoupe de Slovaquie de football est une compétition de football créée en 1993 opposant le champion de Slovaquie au vainqueur de la coupe de Slovaquie. La première édition non officielle oppose le Slovan Bratislava, champion de Slovaquie, à la sélection slovaque.
La compétition n'est plus jouée depuis 2014.

## Palmarès
| Année                 | Lieu          | Champion de Slovaquie | Score            | Vainqueur de la coupe de Slovaquie |
| --------------------- | ------------- | --------------------- | ---------------- | ---------------------------------- |
| 1993 (non officielle) | Nitra         | Slovan Bratislava     | 3-3 (3-2 t.a.b.) | Équipe de Slovaquie de football    |
| 1994                  | Humenné       | Slovan Bratislava     | 2-0              | Tatran Prešov (Finaliste)          |
| 1995                  | Ružomberok    | Slovan Bratislava     | 2-3              | Inter Bratislava                   |
| 1996                  | Nitra         | Slovan Bratislava     | 3-1              | Chemlon Humenné                    |
| 1997                  | Nitra         | 1. FC Košice          | 5-0              | Slovan Bratislava                  |
| 1998                  | Nitra         | 1. FC Košice          | 1-3              | Spartak Trnava                     |
| 1999                  | -             | Slovan Bratislava     | non jouée        | Slovan Bratislava                  |
| 2000                  | -             | Inter Bratislava      | non jouée        | Inter Bratislava                   |
| 2001                  | -             | Inter Bratislava      | non jouée        | Inter Bratislava                   |
| 2002                  | Zlaté Moravce | MŠK Žilina            | 1-1 (3-4 t.a.b.) | VTJ Koba Senec                     |
| 2003                  | Zlaté Moravce | MŠK Žilina            | 2-0              | Matador Púchov                     |
| 2004                  | Senec         | MŠK Žilina            | 2-1              | Artmedia Petržalka                 |
| 2005                  | Senec         | Artmedia Petržalka    | 3-1              | Dukla Banská Bystrica              |
| 2006                  | -             | MFK Ružomberok        | non jouée        | MFK Ružomberok                     |
| 2007                  | Senec         | MŠK Žilina            | 1-1 (5-4 t.a.b.) | ViOn Zlaté Moravce                 |
| 2008                  | -             | Artmedia Petržalka    | non jouée        | Artmedia Petržalka                 |
| 2009                  | Dolný Kubín   | Slovan Bratislava     | 2-0              | MFK Košice                         |
| 2010                  | Bratislava    | MŠK Žilina            | 1-1 (4-2 t.a.b.) | Slovan Bratislava                  |
| 2011                  | -             | Slovan Bratislava     | non jouée        | Slovan Bratislava                  |
| 2012                  | -             | MŠK Žilina            | non jouée        | MŠK Žilina                         |
| 2013                  | -             | Slovan Bratislava     | non jouée        | Slovan Bratislava                  |
| 2014                  | Bratislava    | Slovan Bratislava     | 1-0              | MFK Košice                         |

## Source
- (en) RSSSF